# Col de la Croix de la Serra
Le col de la Croix de la Serra est un col de montagne routier à 1 048 mètres d'altitude dans le massif du Jura. Il est situé dans le département du Jura et relie Saint-Germain-de-Joux à Saint-Claude.

## Géographie
Situé sur le territoire de la commune des Bouchoux, le col est franchi par la route départementale 124.

## Toponymie et légende
Il tient son nom d'un personnage récurrent des légendes jurassiennes : la Serra ou Cerra, être mi-femme mi-cerf supposé vivre dans une caverne au sommet de la montagne[réf. nécessaire].

## Cyclisme
Ce col a été emprunté trois fois lors d'un Tour de France : lors de la 6e étape du Tour de France 1996 avec le passage en tête du Néerlandais Léon van Bon, lors de la 7e étape du Tour de France 2010 avec le français Jérôme Pineau, alors porteur du maillot à pois, et lors de la 20e étape du Tour de France 2025 avec le Français Louis Barré.
Sur le Tour de France Femmes, il est au programme en 2024 lors de la 7e étape et classé en 1re catégorie. La Néerlandaise Puck Pieterse le franchit en tête.